# Sándor Bárdosi
Sándor Bárdosi, född den 29 april 1977 i Budapest, Ungern, är en ungersk brottare som tog OS-silver i mellanviktsbrottning i den grekisk-romerska klassen 2000 i Sydney.